# Macho maestro
Macho maestro o macho tipo es el empleado para aterrajar que tiene la rosca de mayor diámetro y profundidad. Se emplea para abrir los filetes en los mismos cojinetes, produciendo una rosca uniforme desde el principio del trabajo. Es conveniente conservar un juego de machos tipos para comprobar y remediar el desgaste de los machos con que se trabaja.